# 徳永太郎
徳永 太郎（とくなが たろう）は、日本の外交官。外務省研修所長や、駐チェコスロヴァキア特命全権大使、日本国際問題研究所理事長などを歴任した。

## 人物・経歴
福岡県出身。1928年福岡高等学校文科乙類卒業。1931年東京帝国大学法学部法律学科卒業、外務省入省。1933年任外交官補、叙高等官七等。1934年スイス在勤。1938年外務省欧亜局第二課外務事務官。1941年在スイス公使館三等書記官。
1942年在ドイツ大使館三等書記官。同年在ドイツ大使館二等書記官。1945年在ドイツ大使館一等書記官。1948年外務省総務局政務課長。
外務省研修所幹事を経て、1952年経済企画庁審議官。1954年在ハンブルグ日本国総領事館総領事。1957年外務大臣官房審議官。
1958年駐エティオピア特命全権大使。1961年駐ヴェネズエラ特命全権大使。1964年外務省研修所長。1965年駐チェッコスロヴァキア特命全権大使。1968年日本国際問題研究所理事長。日本エチオピア協会副会長、駿河銀行顧問なども務めた。